# Listă de filme dramatice din anii 1970
Aceasta este o listă de filme dramatice din anii 1970:

## 1970
- The Butcher
- The Conformist
- Tora! Tora! Tora!

## 1971
- A Clockwork Orange
- Love

## 1972
- Across 110th Street
- The Final Comedown
- The Goalkeeper's Fear of the Penalty
- The Godfather
- Last Tango in Paris

## 1973
- Adiós, Alejandra, Andrea
- The Exorcist
- Homecoming, The
- Serpico

## 1974
- The Clockmaker
- The Godfather Part II
- A Woman Under the Influence

## 1975
- Barry Lyndon
- Nashville
- Picnic at Hanging Rock
- A Woman's Decision
- One Flew Over the Cuckoo's Nest

## 1976
- 1900
- All the President's Men
- Man of Marble
- Midway
- Rocky
- Taxi Driver

## 1977
- 3 Women
- The Last Wave
- Saturday Night Fever

## 1978
- You Are Not Alone
- Ice Castles
- Interiors

## 1979
- The Marriage of Maria Braun
- Sisters, or the Balance of Happiness